# Destransição
Destransição ou retransição é a interrupção ou reversão de uma identificação transgênero ou da transição de gênero, seja por meios sociais, legais ou médicos. Algumas pessoas destransicionam temporariamente.
Desistência também é um termo que é usado para descrever a cessação da identidade transgênero ou disforia de gênero.
Faltam pesquisas diretas, formais e padronizadas sobre a destransição. O interesse profissional no fenômeno foi recebido com controvérsia. Destransicionistas (pessoas que destransicionam) também enfrentam controvérsias e preconceito.

## Antecedentes e terminologia
Transição é o processo em que uma pessoa trans muda sua expressão de gênero e/ou suas características físicas, de acordo com seu senso interno de identidade de gênero. A transição geralmente envolve mudanças sociais (como roupas, nome pessoal e pronomes), mudanças legais (como nome e gênero) e mudanças médicas/físicas (como terapia de reposição hormonal e cirurgia de redesignação sexual).
A destransição (às vezes chamada de retransição) é o processo de interrupção ou reversão de identificação transgênero ou de transição de gênero. Assim como a transição, a destransição não é um evento único. Os métodos de destransição podem variar bastante entre os indivíduos e podem envolver alterações na expressão de gênero, identidade social, documentos de identidade legal e/ou anatomia. Desistência é um termo genérico para qualquer cessação, e geralmente é aplicado especificamente à cessação da identidade transgênero ou da disforia de gênero. Aqueles que realizam a destransição são conhecidos como destransicionistas. A destransição é comumente associada ao arrependimento de transição, mas nem sempre o arrependimento e a destransição estão juntos.

## Ocorrência
Os estudos formais de destransição têm sido poucos em número, de qualidade disputada e politicamente controversos. Nos estudos, as estimativas de frequência para destransição e desistência variam muito, e também existem diferenças notáveis na terminologia e metodologia adotada. A destransição é mais comum nos estágios iniciais da transição, principalmente antes das cirurgias. Estima-se que o número de destransicionistas varia entre menos de um por cento a até cinco por cento. Uma pesquisa de 2018 realizada pelos cirurgiões da Associação Profissional Mundial para a Saúde Transgênero (WPATH) constatou que aproximadamente 0,3% dos pacientes submetidos à cirurgia relacionada à transição posteriormente solicitaram atendimento cirúrgico relacionado à destransição.
As taxas de desistência entre crianças podem ser maiores. Analisando crianças encaminhadas às clínicas de gênero por disforia de gênero ou não conformidade de gênero, um estudo de 2008 descobriu que 61% desistiram de sua incongruência ou inconformidade de gênero antes de completar 29 anos e um estudo de 2013 descobriu que 63% desistiu antes de 20 anos. Uma avaliação clínica de 2019 constatou que, dentro de um período de dezoito meses, 9,4% dos pacientes com disforia de gênero durante a adolescência deixaram de querer realizar intervenções médicas ou deixaram de sentir que sua identidade de gênero era incongruente com o sexo designado ao nascimento. Pesquisas anteriores a 2000 podem relatar números inflacionados de desistência, já que crianças não conformes com gênero e sem disforia de gênero podem ter sido incluídas nos estudos.
Um estudo alemão de 2003 encontrou evidências de um aumento no número de demandas por destransição, culpando práticas ruins por parte de médicos "bem-intencionados, mas certamente problemáticos" que – contrariamente às melhores práticas internacionais – assumiram que transicionar o mais rápido possível é o único curso de ação correto. O cirurgião Miroslav Djordjevic e o psicoterapeuta James Caspian relataram que a demanda por reversão cirúrgica dos efeitos físicos da transição médica tem aumentado.
Destransicionistas citaram o trauma, o isolamento, a dissociação, a saúde mental inadequada e a pressão social como motivações para a transição. O consentimento informado e a afirmação do auto-diagnóstico foram criticados por não atenderem às necessidades daqueles que decidem destransicionar. Entre os eventuais destransicionistas, verificou-se que a progressão da transição amplia, em vez de remediar, a disforia de gênero. As pessoas podem se tornar fixadas no processo de transição, levando-os a seguir cada vez mais etapas na transição por meio de intervenção médica.
Geralmente, os motivos para a destransição incluem barreiras financeiras à transição, rejeição social na transição, depressão ou probabilidade de suicídio devido à transição e. ainda, desconforto com as características sexuais desenvolvidas durante a transição. Motivos adicionais incluem preocupação com a falta de dados sobre os efeitos a longo prazo da terapia de reposição hormonal, preocupação com perda de fertilidade, complicações decorrentes de cirurgias e alterações na identidade de gênero. Algumas pessoas destransicionam temporariamente, a fim de atingir um objetivo específico, como ter filhos biológicos ou até que as barreiras à transição sejam resolvidas. Os idosos transgêneros também podem se afastar por se preocupar em receber cuidados adequados ou respeitosos posteriormente. Um estudo qualitativo comparando as crianças desistentes com as persistentes (em relação à disforia de gênero) constatou que, enquanto as persistentes relacionavam sua disforia principalmente a uma incompatibilidade entre seus corpos e sua identidade, as desistentes estavam mais relacionadas, pelo menos retroativamente, a um desejo para cumprir o papel de outro gênero.
A maioria dos desistentes jovens passam a se identificar como cisgênero e gay ou lésbica.

## Casos individuais

### Mike Penner
Mike Penner, escritor sobre esportes do Los Angeles Times, identificou-se publicamente como transexual em abril de 2007 sob o nome de Christine Daniels, e escreveu sobre sua experiência com a transição até outubro de 2008, quando retomou sua identidade masculina. Ele morreu por suicídio em novembro de 2009.

### Walt Heyer
Desde 2011, Walt Heyer escreveu vários livros sobre sua experiência de arrependimento e destransição.

### Carey Callahan
Carey Callahan começou a falar abertamente sobre sua destransição em 2016. Callahan se identificou como trans por quatro anos. Seu trabalho em uma clínica de gênero a levou a buscar alternativas à transição. Ela defende as pessoas destransicionistas e as pessoas não conformes ao gênero enquanto trabalha como terapeuta licenciada. Ela foi entrevistada pela revista The Atlantic em 2018.

### Brian Belovitch
Brian Belovitch, artista performático de Nova York, (anteriormente conhecido como Tish Gervais) fez a transição em 1972, após pressão social para adaptar sua personalidade feminina às normas binárias de gênero. Ele viveu como mulher trans por quinze anos antes de "retransicionar", como ele chama, em 1987. Belovitch cita que as visões sobre sua própria identidade de gênero mudaram (referindo-se a si mesmo agora como "genderqueer ou gênero não-conforme"). Ele foi entrevistado pela revista Paper em 2018 e publicou suas memórias no final daquele ano.

### James Shupe
Em março de 2019, James Shupe, o primeiro americano a obter o reconhecimento legal de ter um gênero não-binário, criticou sua transição e se identificou publicamente como homem. Shupe viveu como mulher trans por dois anos e como pessoa não-binária por três.

### Keira Bell
Em 2020, Keira Bell, de 23 anos, ingressou em uma ação contra o Serviço de Desenvolvimento de Identidade de Gênero (GIDS) do NHS, o Serviço Nacional de Saúde do Reino Unido. Bell foi prescrita com bloqueadores de puberdade aos 16 anos e com testosterona um ano depois. Seus seios foram removidos antes da interrupção dos tratamentos hormonais, quando passou a se identificar novamente como uma mulher cisgênero. Ela afirma que deveria ter sido "mais questionada" pela clínica de gênero, criticando a falta de terapia ou questionamentos que recebeu antes de receber o tratamento.

## Transição após a destransição
A Pesquisa de Transgêneros dos EUA de 2015 coletou respostas de indivíduos que se identificaram como transgêneros. Desses, 8% dos que fizeram a transição relataram já ter feito a destransição; e 62% desse grupo vivia com um gênero diferente daquele atribuído a eles no nascimento no momento da pesquisa.

### Marissa Dainton
Marissa Dainton transicionou cirurgicamente para uma mulher em 1993. Quatro anos depois, ela ingressou em uma igreja evangélica e decidiu retomar uma identidade masculina, porque passou a considerar sua transição como pecaminosa. Quando se casou com uma mulher da congregação, ela removeu sua vagina construída cirurgicamente, deixando-a sem genitália. No entanto, ela continuou a praticar cross-dressing em segredo, e em 2003 decidiu fazer a transição novamente. Ela obteve implante de mama, mas decidiu não construir uma nova vagina devido a possíveis complicações que poderiam ocorrer nessa segunda cirugia.

### Sam Kane
Sam Kane fez a transição cirúrgica para uma mulher em 1997, mas sete anos depois achou sua vida como uma mulher "superficial" e afirmou que os homens não a levavam a sério nos negócios como mulher. Ela voltou ao papel de gênero masculino e teve um novo pênis construído, por meio de cirúrgia, em 2004. Ela não considerou ter retornado com sucesso a ser homem e declarou: "Tendo se tornado Samantha, eu deveria ter ficado com Samantha". Ela novamente fez a transição para um papel de gênero feminino, desta vez não cirurgicamente, em 2017.

## Impacto cultural e político
Faltam diretrizes legais, médicas e psicológicas sobre o tema da destransição e há uma atmosfera de censura percebida em torno da pesquisa do fenômeno. Pessoas destransicionistas dizem que foram perseguidos por ativistas que enxergam a destransição como uma ameaça política aos direitos das pessoas trans. As controvérsias em torno da destransição, dentro do ativismo trans, surgem principalmente sobre como o assunto é enquadrado na grande mídia e apropriado pelos políticos de direita.
Em agosto de 2017, na Conferência de Saúde Trans do Mazzoni Center da Filadélfia, que é uma reunião anual de pessoas trans, advogados e profissionais de saúde, dois painéis de discussão sobre a destransição e métodos alternativos de trabalhar com a disforia de gênero foram cancelados. Os organizadores da conferência disseram: "Quando um tópico se torna polêmico, como este, que está na mídia social, existe o dever de garantir que o debate não fique fora de controle na própria conferência. Após vários dias de considerações e revisão do feedback recebido, o comitê de planejamento decidiu que os workshops, embora válidos, não podem ser apresentados na conferência conforme havíamos planejado."
Em setembro de 2017, a Universidade de Bath Spa revogou a permissão de James Caspian, um psicoterapeuta junguiano que trabalha com pessoas trans e é administrador do The Beaumont Trust, para pesquisar o arrependimento dos procedimentos de mudança de sexo e a busca por destransição. Caspian alegou que o motivo da revogação pela universidade se deu porque seroa "uma pesquisa potencialmente politicamente incorreta, [que] traz um risco para a universidade. Ataques nas mídias sociais podem não estar confinados ao pesquisador, mas podem envolver a universidade. A publicação de material desagradável em blogs ou mídias sociais pode ser prejudicial para a reputação da universidade." A universidade afirmou que a proposta de Caspian "não foi recusada por causa do assunto, mas por causa da abordagem metodológica proposta. A universidade não estava convencida de que essa abordagem garantiria o anonimato dos participantes ou a confidencialidade dos dados". Ele levou o assunto ao Supremo Tribunal, que concluiu que seu pedido de revisão judicial era "totalmente sem mérito".
Os Padrões de Cuidado da Associação Profissional Mundial para a Saúde Transgênero (WPATH) não fizeram menção à destransição, embora a maioria dos cirurgiões da WPATH tenha expressado o desejo de incluir diretrizes sobre destransição, e o ex-presidente da WPATH, Eli Coleman, listou a destransição entre os tópicos que ele gostaria que fossem incluídos na nova edição dos Padrões de Cuidado da WPATH.
A destransição atraiu o interesse tanto de conservadores da direita política, como de feministas radicais da esquerda política. Ativistas à direita foram acusados de usar as histórias das pessoas destransicionistas para promover seu trabalho contra os direitos trans. Na esquerda, as feministas radicais veem as experiências das pessoas destransicionistas como mais uma prova da imposição patriarcal dos papéis de gênero e do apagamento médico de gays e lésbicas. Essa atenção suscitou nos destransicionistas sentimentos ambíguos de exploração e apoio.